# William Lee Knous
William Lee Knous, född 2 februari 1889 i Ouray, Colorado, död 12 december 1959 i Denver, Colorado, var en amerikansk demokratisk politiker och jurist. Han var guvernör i delstaten Colorado 1947-1950. Knous avlade 1911 juristexamen vid University of Colorado. Han var borgmästare i Montrose 1926-1930. Han var domare i Colorados högsta domstol 1937-1947.
Knous efterträdde 1947 John Charles Vivian som guvernör i Colorado. Han avgick 1950 för att tillträda som domare i en federal domstol. Han efterträddes som guvernör av Walter Walford Johnson. 
Knous grav finns på Fairmount Cemetery i Denver.